# Ciclón Winston
El ciclón tropical Winston fue el ciclón tropical menos fuerte que azotó a Fiyi. El sistema era segundo notado como alboroto tropical el 10 de febrero de 2016, cuándo esté localizado al noroeste de Portuario Vila, Vanuatu sobre el próximo pocos días, el sistema gradualmente desarrollado cuando mueva al sureste, adquiriendo vendaval-vientos de fuerza por 11 febrero. El día antes,  experimente intensificación rápida y logró máximo de diez minutos sostuvo vientos de 175 km/h (110 mph). Menos condiciones medioambientales favorables incitaron debilitar después. Después de girar nordeste el 18 de febrero, Winston paró al del norte de Tonga el 17 de febrero. Debido a un cambio en nivel más alto steering, la tormenta fue a la deriva atrás al del oeste. En el proceso, Winston otra vez rápidamente intensificado, logrando Categoría 5 intensidad en ambos el ciclón tropical australiano escala y el escala de viento de huracán de Saffir–Simpson el 19 de febrero. Logre su intensidad de cumbre al día siguiente con diez-el minuto sostuvo vientos de 30 km/h (175 mph) y una presión de 884 hPa (mbar; 27.03 inHg), poco antes haciendo landfall en Viti Levu, Fiyi.
Por adelantado de la llegada de la tormenta en Fiyi, los refugios numerosos estuvieron abiertos, y un nationwide curfew era instituted durante el anochecer de 20 febrero. Golpeando Fiyi como Categoría 5 el 20 de febrero, Winston causó daño extenso encima muchas islas y asesinados 43 personas. Las comunicaciones eran temporalmente perdidas con al menos seis islas, con algunos quedando aislados más de dos días después del paso de la tormenta. Daño total amounted a al menos FJ$348.3 millones (EE. UU.$165.3 millones). Inmediatamente siguiendo el ciclón, los gobiernos de Australia y Nueva Zelanda proporcionaron alivio y soporte logísticos paquetes.

## Historia meteorológica
El 7 de febrero de 2016, la Fiyi Servicio Meteorológico (FMS) empezó para controlar Alboroto Tropical 09F, el cual había desarrollado aproximadamente 1,000 km (620 mi) noroeste de Portuario Vila, Vanuatu. Sobre el próximo pocos días el sistema movió al sureste y gradualmente desarrollado más allá dentro de un entorno favorable. El 10 de febrero, el Centro de Aviso de Tifón de Junta basado en Estados Unidos (JTWC) inició advisories en el sistema y clasificado lo Ciclón tan Tropical 11P, mientras esté localizado aproximadamente 534,4 mi km (535 mi) al del oeste-noroeste de Suva, Fiyi. El FMS upgraded lo a Categoría 1 estado en la escala de ciclón tropical australiana y lo asignó el nombre Winston temprano el 11 de febrero; en este tiempo la tormenta estuvo situada aproximadamente 820 km (509,5 mi) km (510 mi) del oeste-noroeste de Suva, Fiyi. Embedded Dentro de un northwesterly capa profunda flujo malo, el sistema siguió al sureste. Alrededor 12:00 UTC en el mismo día, Winston intensificó a una Categoría 2 ciclón tropical como pequeño, ojo bien definido desarrolló dentro profundizando convección.
Situado dentro de un entorno muy favorable que—presenta temperaturas de superficie del mar de robustos superiores-nivel outflow, y ligero de moderar viento shear—Winston rápidamente intensificado el 12 de febrero, deviniendo una Categoría 3 ciclón tropical severo por 06:00 UTC, y entonces una Categoría 4 único seis horas más tarde. El sistema presentó un ojo bien definido enveloped por convección profunda, y logre su intensidad de cumbre inicial en 18:00 UTC, con máximo de diez minutos sostuvo vientos de 175 km/h (110 mph) y el JTWC estimó máximo de un minutos sostuvo vientos en 205 km/h (125 mph). Pronto después, aumentando viento shear incitó debilitar; la convección calentada y devenía cada vez más ragged en aspecto. El 14 de febrero, Winston giró al nordeste como subtropical ridge se colocó al del norte.
Viento persistente shear desplazó convección del centro de Winston, dejando su circulación parcialmente expuesta. El sistema degradado bajo estado de ciclón tropical severo por 00:00 UTC el 15 de febrero como resultado. Las condiciones devenían más favorables para desarrollo el 16 de febrero, con shear relajando sobre el ciclón. Un prominente banding la característica envuelta a la circulación que día, marcando el inicio de reintensification. Un ojo reformó más tarde que día dentro de convección creciente, y Winston recuperó intensidad de ciclón tropical severa por 18:00 UTC. El núcleo de la tormenta devenía cada vez más compacto y definido cuando fortalezca, y un central denso overcast devino establecido el 17 de febrero. Más tarde que día, Winston introdujo una región de débil steering las corrientes y la tormenta devenían casi stationary. El ojo de la tormenta devenía más fácilmente aparente tarde el 17 de febrero cuando pliegue atrás al del oeste.

## Consecuencias
Ciclón Winston está devastando impacto a través de Fiyi rendered decenas de miles homeless e incitó una respuesta humanitaria internacional importante. Un estimado 350,000 personas (40 por ciento de la población de la nación) era moderadamente o severamente afectado por la tormenta, incluyendo 120,000 niños. Aproximadamente 250,000 personas agua requerida, sanitation, e higiene (LAVADO) asistencia debido a poder outages e infraestructura averiada. A través del anochecer de 26 febrero, aproximadamente 62,000 personas estuvieron albergadas centros de evacuación a través del país, principalmente en la División Occidental. Esto numera firmemente cayó a 29,237 por 4 Marcha, aunque miles más quedados con parientes. Los Gobiernos de Australia, Francia, y Nueva Zelanda deprisa respondida con un esfuerzo de alivio de escala grande dentro de días del paso de la tormenta. Muchas otras naciones proporcionaron donaciones, suministros y fondos, tan hizo varias organizaciones internacionales.